# Diocesi di Amarillo

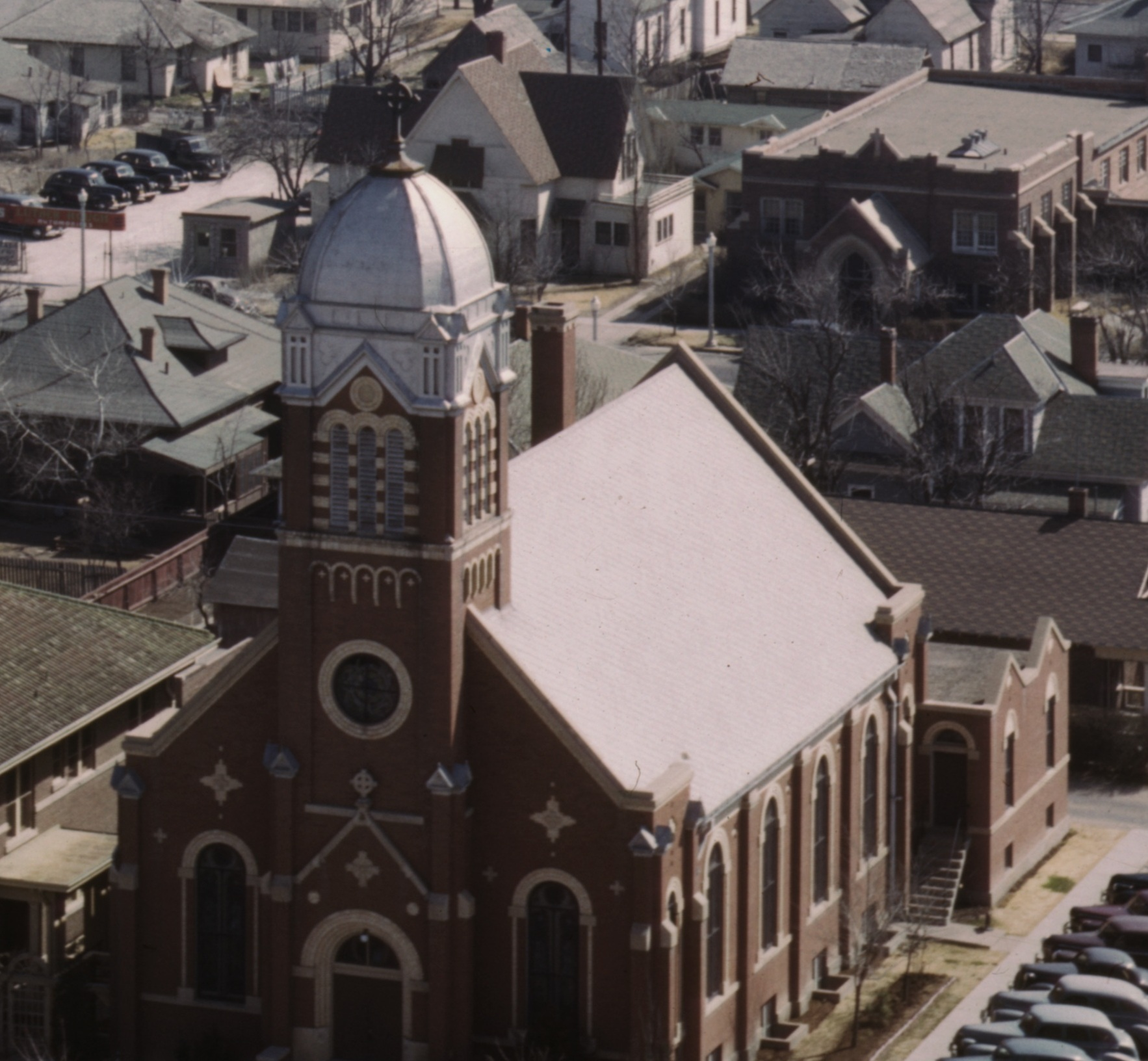
L'ex cattedrale del Sacro Cuore.

La diocesi di Amarillo (in latino Dioecesis Amarillensis) è una sede della Chiesa cattolica negli Stati Uniti d'America suffraganea dell'arcidiocesi di San Antonio. Nel 2022 contava 45.870 battezzati su 478.700 abitanti. È retta dal vescovo Patrick James Zurek.

## Territorio
La diocesi è situata nella lingua di terra settentrionale del Texas, conosciuta come Texas Panhandle e comprende ventisei contee: Armstrong, Briscoe, Carson, Castro, Childress, Collingsworth, Dallam, Deaf Smith, Donley, Gray, Hall, Hansford, Hartley, Hemphill, Hutchinson, Lipscomb, Moore, Ochiltree, Oldham, Parmer, Potter, Randall, Roberts, Sherman, Swisher e Wheeler.
Sede vescovile è la città di Amarillo, dove si trova la cattedrale di Santa Maria.
Il territorio si estende su 67.185 km² ed è suddiviso in 38 parrocchie.

## Storia
La diocesi è stata eretta il 3 agosto 1926 con la bolla Pastoris aeterni di papa Pio XI, ricavandone il territorio dalle diocesi di Dallas e di San Antonio (oggi arcidiocesi). Prima cattedrale della diocesi fu la chiesa del Sacro Cuore.
Il 16 ottobre 1961 e il 25 marzo 1983 ha ceduto porzioni del suo territorio a vantaggio dell'erezione rispettivamente delle diocesi di San Angelo e di Lubbock.
L'11 ottobre 2010 la cattedrale della diocesi è stata trasferita dalla chiesa di San Lorenzo a quella di Santa Maria.

## Cronotassi dei vescovi
Si omettono i periodi di sede vacante non superiori ai 2 anni o non storicamente accertati.
- Rudolph Aloysius Gerken † (25 agosto 1926 - 2 giugno 1933 nominato arcivescovo di Santa Fe)
- Robert Emmet Lucey † (10 febbraio 1934 - 23 gennaio 1941 nominato arcivescovo di San Antonio)
- Laurence Julius FitzSimon † (2 agosto 1941 - 2 luglio 1958 deceduto)
- John Louis Morkovsky † (18 agosto 1958 - 16 aprile 1963 nominato vescovo coadiutore di Galveston-Houston[2])
- Lawrence Michael De Falco † (16 aprile 1963 - 28 agosto 1979 deceduto)
- Leroy Theodore Matthiesen † (25 marzo 1980 - 20 gennaio 1997 dimesso)
- John Walter Yanta † (20 gennaio 1997 - 3 gennaio 2008 ritirato)
- Patrick James Zurek, dal 3 gennaio 2008

## Statistiche
La diocesi nel 2022 su una popolazione di 478.700 persone contava 45.870 battezzati, corrispondenti al 9,6% del totale.
| anno | popolazione | popolazione | popolazione | presbiteri | presbiteri | presbiteri | presbiteri                | diaconi | religiosi | religiosi | parrocchie |
| anno | battezzati  | totale      | %           | numero     | secolari   | regolari   | battezzati per presbitero | diaconi | uomini    | donne     | parrocchie |
| ---- | ----------- | ----------- | ----------- | ---------- | ---------- | ---------- | ------------------------- | ------- | --------- | --------- | ---------- |
| 1949 | 40.048      | 700.000     | 5,7         | 72         | 32         | 40         | 556                       |         | 40        | 192       | 35         |
| 1958 | 72.800      | 1.040.000   | 7,0         | 97         | 62         | 35         | 750                       |         | 36        | 220       | 58         |
| 1966 | 80.000      | 777.339     | 10,3        | 97         | 77         | 20         | 824                       |         | 22        | 180       | 90         |
| 1970 |             | 875.000     | ,0          | 73         | 73         |            | 0                         |         |           |           | 56         |
| 1976 | 75.819      | 750.000     | 10,1        | 79         | 62         | 17         | 959                       |         | 17        | 150       | 59         |
| 1980 | 89.051      | 812.000     | 11,0        | 79         | 56         | 23         | 1.127                     | 33      | 25        | 168       | 61         |
| 1990 | 31.781      | 385.000     | 8,3         | 53         | 45         | 8          | 599                       | 34      | 8         | 126       | 33         |
| 1999 | 46.356      | 393.822     | 11,8        | 63         | 61         | 2          | 735                       | 44      |           | 148       | 35         |
| 2000 | 48.783      | 401.261     | 12,2        | 52         | 49         | 3          | 938                       | 46      | 3         | 138       | 35         |
| 2001 | 54.208      | 413.067     | 13,1        | 54         | 48         | 6          | 1.003                     | 54      | 7         | 138       | 35         |
| 2002 | 56.361      | 432.190     | 13,0        | 59         | 49         | 10         | 955                       | 54      | 11        | 144       | 35         |
| 2003 | 49.361      | 436.422     | 11,3        | 52         | 43         | 9          | 949                       | 54      | 10        | 130       | 35         |
| 2004 | 43.651      | 432.190     | 10,1        | 45         | 34         | 11         | 970                       | 54      | 12        | 106       | 35         |
| 2006 | 39.609      | 422.448     | 9,4         | 48         | 37         | 11         | 825                       | 47      | 12        | 106       | 35         |
| 2012 | 50.237      | 427.927     | 11,7        | 53         | 37         | 16         | 947                       | 57      | 16        | 105       | 38         |
| 2015 | 48.678      | 448.525     | 10,9        | 42         | 32         | 10         | 1.159                     | 53      | 10        | 78        | 38         |
| 2018 | 42.092      | 441.340     | 9,5         | 40         | 34         | 6          | 1.052                     | 48      | 6         | 96        | 38         |
| 2020 | 45.586      | 475.780     | 9,6         | 34         | 31         | 3          | 1.340                     | 48      | 3         | 80        | 38         |
| 2022 | 45.870      | 478.700     | 9,6         | 34         | 32         | 2          | 1.349                     | 46      | 2         | 87        | 38         |